# Прица, Тим
Бо Тим Раде Тигер Прица (швед. Bo Tim Rade Tiger Prica; родился 23 апреля 2002, Хельсингборг) — шведский футболист, нападающий датского клуба «Ольборг» и сборной Швеции до 21 года. В настоящее время выступает за австрийский клуб «ВСГ Тироль» на правах аренды.

## Клубная карьера
Начал футбольную карьеру в молодёжной команде шведского клуба «Нардо». С 2012 по 2014 год тренировался в футбольной академии израильского клуба «Маккаби Тель-Авив» (где на тот момент профессионально играл его отец). В 2014 году стал игроком академии шведского клуба «Мальмё». В основном составе «небесно-голубых» дебютировал 18 июля 2019 года в матче первого квалификационного раунда Лиги Европы УЕФА против североирландского клуба «Баллимена Юнайтед». 18 августа 2019 года Тим дебютировал в высшем дивизионе чемпионата Швеции в матче против «Фалькенберга».
10 августа 2020 года перешёл в датский клуб «Ольборг».

## Карьера в сборной
Выступал за сборные Швеции до 15, до 16, до 17, до 19 лет и до 21 года. В 2019 году сыграл на чемпионате Европы до 17 лет.

## Личная жизнь
Отец Тима — бывший игрок  сборной Швеции Раде Прица. Фамилия отца отражает его сербское и хорватское происхождение.